# Aek Nauli (Pangururan)
Aek Nauli is een bestuurslaag in het regentschap Samosir van de provincie Noord-Sumatra, Indonesië. Aek Nauli telt 343 inwoners (volkstelling 2010).